# Кримінальний кодекс Польщі (1997)
Кримінальний кодекс Республіки Польща  від 06 червня 1997 р. (пол. Kodeks karny [Rzeczypospolitej Polskiej], Ustawa z dnia 6 czerwca 1997 r. Kodeks karny, k.k. z 1997 r.) — законодавчий акт (пол. Ustawa), який регламентує питання злочинів і кримінальної відповідальності у Польщі. Набув чинності з 1 вересня 1998 р.(), замінивши "соціалістичний" КК Польщі 1969 р. Структурно складається з Загальної, Особливої та Військової частин. Діє паралельно з Фінансовим кримінальним кодексом Польщі 1999 р. (пол. Kodeks karny skarbowy).

## Новелізація КК Польщі щодо заборони неправомірного втручання в показники лічильника пробігу механічного транспортного засобу (березень - квітень 2019 р.)
Від лютого 2019 року у парламенті Польщі перебував на розгляді законопроєкт про внесення змін до Закону про дорожній рух та Кримінального кодексу щодо запобігання неправомірному втручанню в показники лічильника пробігу механічного транспортного засобу. Необхідність криміналізації таких дій зумовлюється потребою запобігти введенню в оману покупців при купівлі вживаних автомобілів щодо технічного стану транспортного засобу. Адже практика "скручування" (пол. cofanie licznika) показників лічильника пробігу механічного транспортного засобу (дорогоміра / пол. drogomierza) для мети продажу автомобіля набула у Польщі значного розповсюдження.
15 березня 2019 року на засіданні Сейму цей Закон було схвалено у третьому читанні в цілому, а 12 квітня цей Закон без будь-яких змін Сенатом було направлено на підпис Президенту.
25 квітня Президент Польщі Анджей Дуда підписав зазначений Закон .
Згідно з цим Законом, зміни до Кримінального кодексу набудуть чинності через два тижні після їх опублікування (ст. 5 Закону про зміну Закону про дорожній рух та Кримінального кодексу).
Станом на 28 квітня 2019 цей закон не був офіційно опублікований у "Щоденнику законів". Текст закону офіційне видання "Щоденник законів" оприлюднило 10 травня 2019 року.

### Юридичний аналіз змін до КК Польщі за Законом від 15 березня 2019 року
Зміни до Кримінального кодексу вносить ст. 2 Закону. 
Відповідно до цієї статті титул (назва) розділу  XXXVI КК отримує звучання (назву) "Злочини проти господарського обігу/обороту і майнових інтересів в цивільно-правовому обороті", а після ст. 306 Кодекс доповнвюється статтею 306a, котра містить три параграфи наступного змісту:
§ 1. Хто змінює показники дорогоміра механічного транспортного засобу або втручається у достовірність його вимірів, підлягає покаранню позбавлення волі від 3 місяців до 5 років.
§ 2. Такому ж покаранню підлягає, хто розпорядився іншій особі про виконання діяння, передбаченого § 1.
§ 3. У випадку меншої тяжкості виконавець діяння, передбаченого § 1 або 2, підлягає штрафу, покаранню обмеження чи позбавлення волі на строк до 2 років.